# Гроховский, Валерий Александрович
Вале́рий Алекса́ндрович Грохо́вский (род. 12 июля 1960 года, Москва, РСФСР) — российский и американский пианист и композитор, исполняющий как классическую, так и джазовую музыку. Профессор по классу фортепиано Техасского университета в Сан-Антонио (США), проректор РАМ им. Гнесиных по среднему профессиональному образованию.

## Биография

### Детство и образование
Родился в семье известного композитора, музыканта и дирижёра — Александра Гроховского. Музыкой начал заниматься с 6-ти лет.
Окончил семилетнюю музыкальную школу при Московском музыкальном училище имени Гнесиных; по окончании школы поступил и окончил училище, а позже — и институт имени Гнесиных по классу фортепиано. Во время учёбы серьёзно занимался изучением джаза — его теории и практических основ, исполняя, наряду с классическими произведениями, широкий репертуар джазовых пьес.
В 1990 году на стажировке по обмену в Иллинойском университете (США) по линии Министерства образования и Министерства культуры СССР.

### Концертная деятельность
Выступает как с классическим репертуаром, так и с джазовыми импровизациями и собственными сочинениями на концертных площадках Европы, США и России.
Валерий Гроховский создал джазовые импровизации на произведения И. С. Баха, Ф. Мендельсона, Дж. Гершвина.

### Педагогическая деятальность
С 1991 года — профессор по классу фортепиано Техасского университета в Сан-Антонио (США).

### Работа в кино
Написал музыку к кинофильмам:
- «Созерцатели» (США),
- «Афродизия» (Франция),
- «Моя Градива» (Россия-США).

### Настоящее время
В настоящее время В. Гроховский с семьей живёт за границей, в Россию приезжает с концертами.
Выступает совместными концертами с известными российскими джазовыми музыкантами: Анатолием Кроллом, Игорем Бутманом, Сергеем Манукяном, Даниилом Крамером, Игорем Бойко, Сабиной Вартановой. Также выступает в составе джазового трио с Антоном Ревнюком или Владимиром Кольцовым-Крутовым (контрабас) и Александром Зингером (ударные). Выступал с Уральским филармоническим оркестром. Выступает также с Государственным академическим камерным оркестром России (худ. руководитель и главный дирижёр Алексей Уткин) на сценах Концертного зала им. Чайковского и в Большом Зале Консерватории в Москве.
В сезонах 2007/08, 2008/09 и 2009/10 гг. Валерий Гроховский вёл абонемент № 41 «Вечера джаза с Валерием Гроховским» в Свердловской филармонии. В 2007—2008 годах участвовал в концертах по абонементам в Самарской филармонии.

## Фестивали и конкурсы

### Конкурсы
- 1989: Международный конкурс имени Ф. Бузони (г. Больцано, Италия).
- 1991: Международный конкурс пианистов (г. Цинцинати, США), II место.

### Фестивали
- III Московский международный фестиваль «Российские звезды мирового джаза» (Москва, 24−26 марта 2006 г.)